# Sirio Ungherelli
Sirio Ungherelli, nome di battaglia Gianni (Firenze, 8 settembre 1923 – Firenze, 2 luglio 1998), è stato un partigiano italiano.

## Biografia
Entra giovanissimo nel Partito Comunista clandestino, e nel 1942 viene arrestato e condannato dal tribunale speciale fascista a 25 anni di reclusione, che inizia a scontare tra Roma e Castelfranco Emilia. Dopo la caduta del fascismo viene liberato e dopo l'Armistizio di Cassibile prende parte alla guerra di liberazione, guidando come commissario politico e quindi comandante della 22ª bis Brigata Garibaldi "Vittorio Sinigaglia" che liberò Firenze.
Dopo la guerra, per i suoi vari atti di eroismo che gli valgono la Medaglia d'argento al valor militare, svolge vari incarichi direttivi per la Federazione fiorentina del PCI. Per molti anni è inoltre presidente del Comitato Provinciale dell'ANPI di Firenze e del Comitato Regionale Toscano, e membro del Comitato Nazionale. Ha collaborato con il Ministro Plenipotenziario Rodolfo Siviero in numerose operazioni per il recupero di opere d'arte.

## Pubblicazioni
- Sirio Ungherelli, Quelli della 'Stella Rossa', Polistampa, Firenze, 1999. Pp. 408.